# Saint-Quentin-sur-le-Homme
Saint-Quentin-sur-le-Homme è un comune francese di 1 285 abitanti situato nel dipartimento della Manica, nella regione della Normandia.

## Società

### Evoluzione demografica
Abitanti censiti